# یواس‌اس هاوک (ای‌ام-۱۳۳)
یواس‌اس هاوک (ای‌ام-۱۳۳) (به انگلیسی: USS Hawk (AM-133)) یک کشتی است که طول آن ۱۴۷ فوت (۴۵ متر) می‌باشد. این کشتی در سال ۱۹۳۷ ساخته شد.